# حمزة بن عبد الله بن الزبير
أبو عمارة حمزة بن عبد الله بن الزبير تابعي، ووالي البصرة من قِبَل أبيه الخليفة والصحابي عبد الله بن الزبير، وجده هو حواري النبي محمد الزبير بن العوام.

## سيرته
ينتمي حمزة إلى بيت من سادات المسلمين في عصر صدر الإسلام، فأبوه الخليفة والصحابي عبد الله بن الزبير، وأمه تماضر بنت منظور بن زبان بن سيار الفزاري، وجده لأبيه الزبير بن العوام حواري النبي محمد، وابن عمته صفية، وجدته لأبيه أسماء بنت أبي بكر أخت أم المؤمنين عائشة بنت أبي بكر، وابنة الخليفة الأول أبي بكر الصديق، وإخوته ثابت وخبيب وعباد وعامر وعمر وموسى من رواة الحديث.
كان حمزة أكبر أولاد أبيه عبد الله بعد خبيب ولاه أبوه البصرة، ثم عزله في مال وصل به قومه، وسجنه بمكة، ثم أطلقه. وحمزة هو من وضع الحجر الأسود في محله يوم أعاد ابن الزبير بناء الكعبة. كما كان حمزة أحد قادة جيش أبيه يوم حاصره الحجاج بن يوسف الثقفي.
توفي حمزة بن عبد الله في عهد الخليفة الأموية عبد الملك بن مروان، وله من الولد عمارة وعباد وأمه هند بنت قُطبة بن هرم الفزارية، وسليمان وأم سلمة وأمه أم الخطاب بنت شيبة بن عبد الله أبن أبي الحَيْس الأنصارية، وأبو بكر ويحيى وأمهما فاطمة بنت القاسم بن محمد بن جعفر بن أبي طالب
وعامر  وهاشم وعبد الواحد وإبراهيم وعبد الحميد وأمة الجبار وأمة الملك وأم حبيب وصالحة، وأمهاتهم أمهات أولاد.
أما صفته، فقد كان حمزة بن عبد الله آدم أدلم شديد السواد ضخمًا.

## روايته للحديث النبوي
- روى عن: أبيه.
- روى عنه: ابناه عباد وهاشم.[6]